# Ковальчук, Оксана Алексеевна
Окса́на Алексе́евна Ковальчу́к (бел. Аксана Аляксееўна Кавальчук; до замужества — Стремужевская; род. 23 ноября 1979, Витебск) — белорусская волейболистка, нападающая. Мастер спорта международного класса Республики Беларусь.

## Биография
Начала заниматься волейболом в 1992 году в витебской спортивной школе № 4 у тренера В. А. Стрижака. Под его руководством местная «Витебчанка» вместе с Оксаной Стремужевской вышла в высшую лигу чемпионата Беларуси.
В дальнейшем выступала за команды:
- 1996—2001 —  «Ковровщик» (Брест);
- 2001—2004 —  «Стинол» (Липецк);
- 2004—2007 —  «Казаночка» (Казань);
- 2007—2008 —  «Динамо-Янтарь» (Калининград);
- 2008—2009 —  «Индезит» (Липецк);
- 2009—2010 —  «Динамо-Казань» (Казань);
- 2010—2011 —  «Уралочка-НТМК» (Свердловская область);
- 2011—2012 —  «Азеррейл» (Баку);
- 2013—2014 —  «Прибужье» (Брест);
- 2014—2015 —  «Азеррейл» (Баку);
- 2015—2016 —  «Бешикташ» (Стамбул);
- 2016—2020 —  «Минчанка» (Минск);
- С 2020 —  «Прибужье» (Брест).

## Достижения

### Со сборной Беларуси
- участница финальных турниров чемпионатов Европы 2007, 2009, 2015, 2017 и 2019 годов.

### С клубами
- 4-кратная чемпионка Беларуси — 2014, 2017—2019.
  - 5-кратный серебряный призёр чемпионатов Беларуси — 1997, 1999, 2021, 2022, 2023;
  - 3-кратный бронзовый призёр чемпионатов Беларуси — 1998, 2001,2020.
- 6-кратный победитель розыгрышей Кубка Беларуси — 2000, 2016—2019, 2022.
- 2-кратный серебряный призер Кубка Беларуси — 2021,2023.
- серебряный призёр Кубка России 2001.
- серебряный призёр Кубка Европейской конфедерации волейбола 2018.

В сезоне 2005—2006 вошла в шестёрку, а в сезоне 2008—2009 в четвёрку самых результативных игроков чемпионата России.
В 2002—2004 и 2009 годах Оксана Ковальчук липецкими журналистами признавалась лучшей волейболисткой в составе «Стинола»/«Индезита».